# Simone Sannibale
Simone Sannibale (Albano Laziale, 10 de março de 1986) é um futebolista italiano que atualmente joga na Lazio.